# Alfa Piscium
Alfa Piscium (Alrescha, α Psc) – gwiazda w gwiazdozbiorze Ryb. Według pomiarów sondy Gaia z 2018 roku znajduje się około 165 lat świetlnych od Słońca.

## Nazwa
Gwiazda ta ma tradycyjną nazwę Alrescha, która wywodzi się od arabskiej nazwy ‏الرِشا‎ ar-Rischā, która oznacza „sznur” łączący Ryby w konstelacji. Innym arabskim określeniem gwiazdy było ‏العقدة الحيتان‎ ‏ʽUḳd al Ḣaiṭain‎, będące tłumaczeniem stgr. Σύνδεσμος τῶν Ἰχθύων Sýndesmos tón Ichthýon, „węzeł Ryb”; od niego pochodzą czasem spotykane nazwy gwiazdy takie jak Okda i Kaitain. Międzynarodowa Unia Astronomiczna w 2016 formalnie zatwierdziła użycie nazwy Alrescha dla określenia tej gwiazdy.

## Charakterystyka
Alfa Piscium jest gwiazdą podwójną składającą się z dwóch białych gwiazd ciągu głównego, należących do typu widmowego A. Ich jasność to odpowiednio 4,11 oraz 5,135m. Oba składniki są sklasyfikowane jako gwiazdy zmienne typu Alfa² Canum Venaticorum. Na niebie dzieli je 1,8 sekundy kątowej (pomiar z 2015 r.), około 2060 roku zbliżą się na najmniejszą odległość. Gwiazdy zbliżają się na 50 i oddalają na 190 au w okresie 720 lat. Według niektórych badań oba składniki to gwiazdy spektroskopowo podwójne, co czyniłoby Alfa Piscium gwiazdą poczwórną; wyniki te jednak mogą być błędne. Alrescha A ma osobliwe spektrum, co wiąże się z jej silnym polem magnetycznym i w miarę obrotu może ukazywać różne obszary wzbogacone w pewne pierwiastki, zaś składnik B ma wyraźne linie widmowe metali.